# Covent Garden

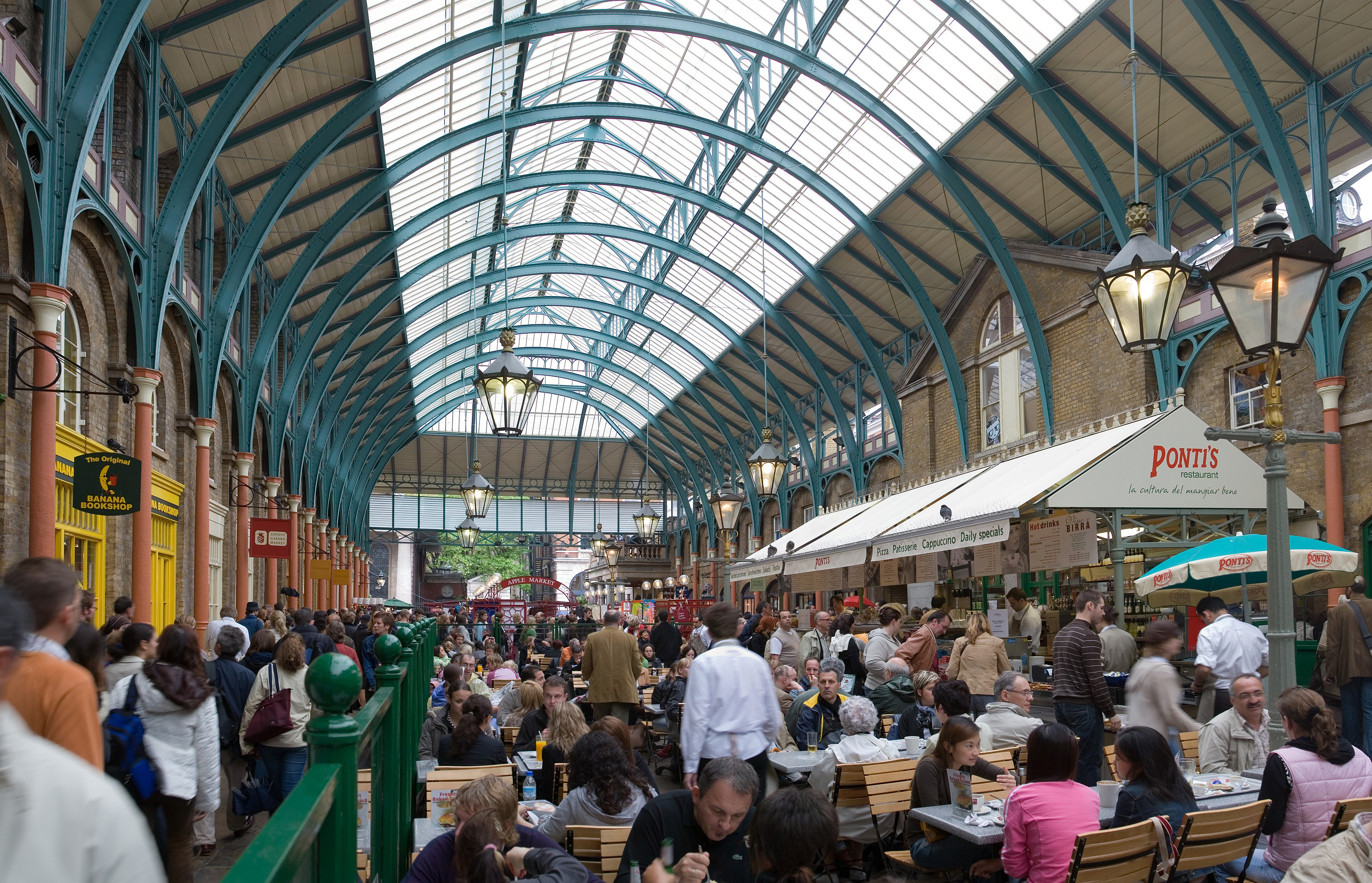
Interior do mercado em Covent Garden

Covent Garden  é um distrito na Cidade de Westminster, na Região de Londres, na Inglaterra, e em parte do borough de Camden.
A área é dominada por estabelecimentos comerciais, que oferecem compras e entretenimento, além de performances de rua. A Royal Opera House, célebre sala de concertos conhecida corriqueiramente como "Covent Garden", se localiza no distrito, bem como a área de Seven Dials.
O distrito é delimitado pelas ruas High Holborn, ao norte, Kingsway, a leste, Strand, ao sul, e Charing Cross Road, a oeste. A Covent Garden Piazza localiza-se no centro geográfico dessa área, onde havia um célebre mercado de flores, frutas e legumes, que existiu do século XVI até 1974, quando as vendas por atacado passaram a ser realizadas no New Covent Garden Market ("Novo Mercado de Covent Garden"), em Nine Elms.
Algumas regiões de Londres próximas a Covent Garden são Soho, St James's, Bloomsbury e Holborn.

## Início da história

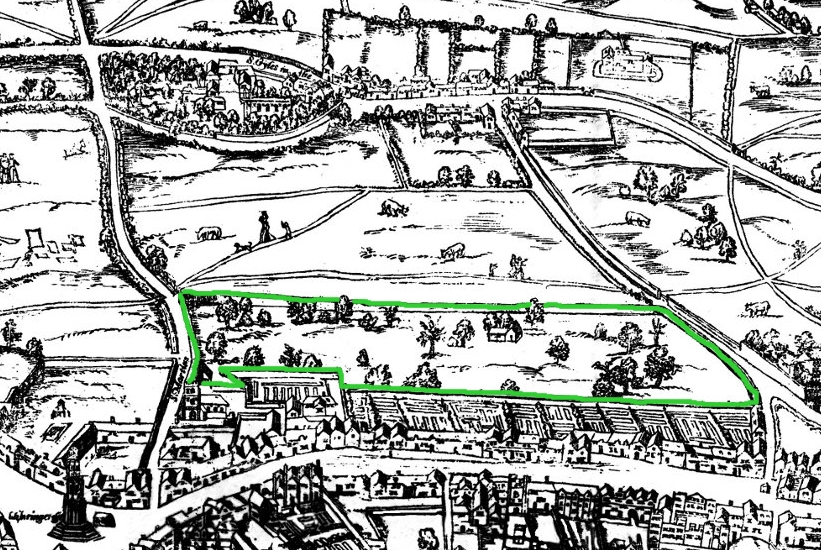
Covent Garden em 1572 por Ralph Agas, com o muro ao redor dele marcados em verde

O caminho de Strand, na borda sul do que viria a se tornar o Covent Garden, foi utilizado durante o período romano como parte de uma rota para Silchester, conhecida como "Iter VIII" no Itinerário de Antonino, e que mais tarde tornou-se conhecida pelo nome de Akeman Street. Escavações realizadas na Igreja de St Martin-in-the-Fields, em 2006, revelaram a presença no local de uma sepultura romana, indicando que ele talvez tivesse à época uma importância religiosa. Durante muito tempo, acreditou-se que a área ao norte de Strand teria permanecido inabitada até o século XVI; porém, as teorias de Alan Vince e Martin Biddle de que ali teria existido um povoamento anglo-saxão, a oeste da antiga cidade romana de Londínio, foram confirmadas por escavações em 1985 e 2005. Essa descoberta revelou também que Covent Garden foi o centro de uma cidade comercial chamada Lundenwic, que teria se desenvolvido por volta do ano 600, e se estendido desde Trafalgar Square até Aldwych. Alfredo, o Grande, teria gradualmente transferido o povoado para a cidade de Londínio, a partir de 886 em diante, não deixando vestígios da antiga localidade, cujo terreno voltou a ser usado como campo.
Por volta de 1200 surge a primeira menção sobre um jardim de abadia em um documento que se referia a um "jardim murado de propriedade dos monges beneditinos da Abadia de São Pedro, Westminster". Um documento posterior, datado do período entre 1250 e 1283, faz referência ao "jardim do Abade e do Convento de Westminster". Por volta do século XIII, tal área foi transformada em um quadrilátero de 40 acres (16 hectares) composto por pomares, prados, pastagens e terras cultiváveis, localizado entre as atuais ruas St. Martin's Lane e Drury Lane e Floral Street e Maiden Lane. O uso da denominação "Covent", um termo anglo-francês para designar uma comunidade religiosa, equivalente a "monastério" ou "convento", surge em um documento de 1515, quando a Abadia, que já vinha sublocando terrenos ao norte de Strand para a construção de pousadas e hortos, arrendou o jardim murado referindo-se a ele como "um jardim chamado Covent Garden" — denominação que passou a ser usada oficialmente a partir de então.

## Origem da Praça e Contexto Urbano
A origem da Praça de Covent Garden, foi um divisor de águas na arquitetura inglesa. Ela antecede o mercado em si, e sua história tem muito a ver com a forma de apropriação do terreno que ocorreu em meados do século VII. Nesse período, o espaço funcionou inicialmente como um assentamento saxão e desde então nunca mais ficou vazio. Após isso, foram os monges de São Pedro, em Westminster, que utilizaram a área como Jardim de Convento, e os condes de Bedford que desenvolveram o local como ponto para cobrança de impostos sobre as mercadorias que estavam começando a ser comercializadas ali. Como qualquer outro lugar, Covent Garden passou por inúmeras fases da vida, especialmente por sua jornada abordar contextos históricos muito distintos entre si.
É nesse cenário que a Praça de Covent Garden, finalizada em 1638, passa a ser considerada uma das intervenções mais importantes em Londres. Dessa forma, quando o Conde de Bedford decide lotear suas terras, a Coroa Inglesa teve de intervir, e impôs um padrão para a construção dessas casas com fachadas uniformes entre si. Todavia, no projeto final, há evidências das residências de fachadas regulares, mas não de uma disposição padronizada do conjunto edificado.
Com uma planta de traçado geométrico, fechado e simétrico, o desenho desse espaço sugere a formação de blocos residenciais ao norte, leste e sul do projeto. Contudo, esse design não parece constituir uma hipótese aceitável de projeto e não é entendido como o resultado final do que havia sido planejado. Isso ocorre pelo fato de que nos documentos de planta baixa originais, a disposição dos edifícios ao norte, leste e oeste, de fachada regular, definida por eixos de simetria, pode dar a entender que também teriam sido planejados blocos residenciais ao sul, em correspondência àqueles no lado oposto. O desenho da praça construída parece sugerir, diferentemente daquilo que se realizou, a ideia de uma praça regular e simétrica.
Por outro lado, no que se refere ao contexto urbano local, a partir da inauguração da praça, os mercados começaram a se reunir ali, e em uma tentativa de regularizar a rápida expansão do mercado, o Rei Carlos II concedeu uma carta para formalizar as atividades mercantis exercidas em Covent Garden em 1670. O mercado era enfervecido durante o dia e a noite, e suas vias de acesso eram estreitas e causavam tumulto local. Em diversos aspectos, Covent Garden era uma reminiscência do mundo em desenvolvimento de hoje. Os pobres enxameavam em torno de Londres, pegando todos os empregos que podiam encontrar, muitos deles desagradáveis. O trabalho casual podia ser escolhido e abandonado à medida que surgisse a oportunidade. Os homens podiam facilmente encontrar trabalho como carregadores, os meninos podiam segurar as rédeas dos cavalos, as meninas podiam comprar e vender flores. Se nenhum trabalho casual pudesse ser encontrado na área, o fato do mercado estar bem ao centro tornava-o um bom lugar para mendigar.
Por fim, o mercado foi reconstruído e reorganizado em 1830. Contudo, em 1974, moveu-se para um novo mercado mais espaçoso ao sul do Rio Tamisa em Nine Elms , Wandsworth . O Edifício do Mercado de Flores do século XIX foi reformado no início da década de 1980 e agora inclui uma variedade de lojas e atrações, incluindo o Museu do Transporte de Londres.

## Geografia

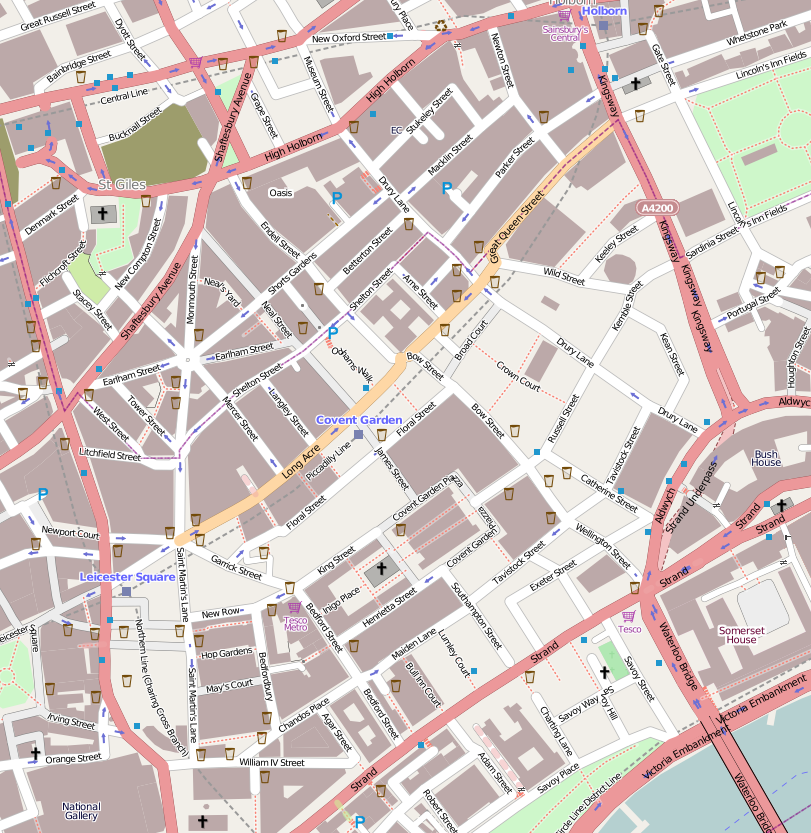
OpenStreetMap de Covent Garden

O Covent Garden encontra-se localizado entre as ruas High Holborn, ao norte, Drury Lane, a leste, Strand, ao sul, e St. Martin's Lane, a oeste. Sua principal rota viária é aLong Acre, no sentido nordeste da St. Martin's Lane em direção à Drury Lane.
Na área ao sul de Long Acre está localizado a Royal Opera House, o mercado local e a praça central, assim como a maioria dos edifícios luxuosos, teatros e locais de entretenimento da região, incluindo o Theatre Royal e o London Transport Museum. Já o norte de Long Acre é dedicado a pequenos comércios varejistas centrados entre Neal Street, Neal's Yard e Seven Dials, embora essa área também possua edifícios residenciais, como o Odhams Walk, construído em 1981, onde funcionava a antiga editora de livros Odhams, e que atualmente abriga mais de 6 000 moradores.
A Shelton Street, paralela à Long Acre na porção norte, marca a fronteira entre as regiões londrinas (boroughs) de Westminster e Camden.

## Economia

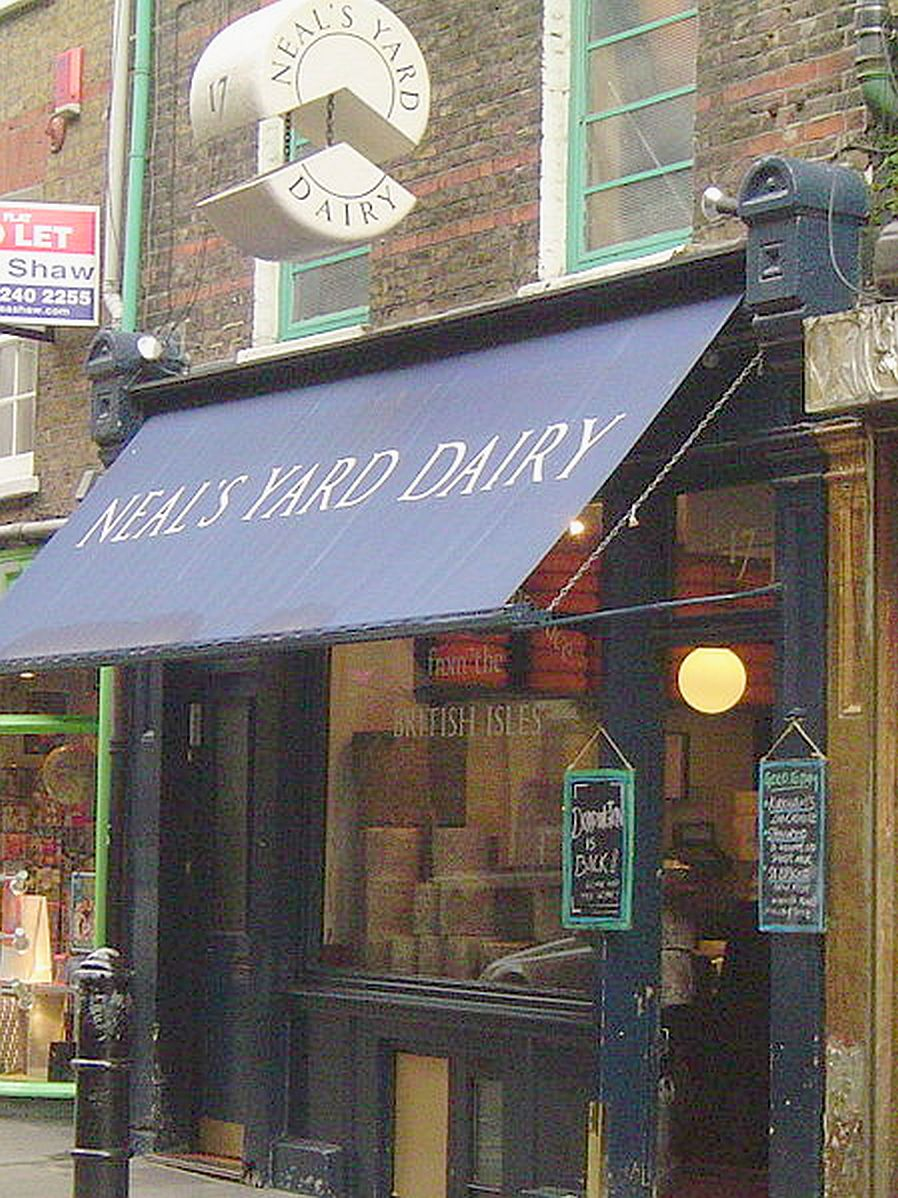
Queijo loja fora Neal's Yard - parte da economia de varejo de Covent Garden

A economia da região depende essencialmente do comércio e do entretenimento. Em 1979, o Covent Garden Market foi reaberto como um centro comercial. Atualmente, um dos locais mais famosos e populares ali é o Apple Market, uma subseção pequena do mercado principal. O corredor central do Apple Market é composto por cafés, bares e lojas, que vendem principalmente antiguidades, joias, roupas e souvenires; há ainda algumas lojas casuais no Jubilee Hall Market, na parte sul da praça. A Long Acre possui também uma variedade de  lojas de roupa e boutiques, e a Neal Street é conhecida pelo seu grande número de lojas de calçados. O London Transport Museum e a entrada lateral para a bilheteria da Royal Opera, assim como outros estabelecimentos, também estão localizados na praça. Durante os anos 1970 e 1980, a casa de eventos Rock Garden foi bastante popular artistas dos movimentosPunk e New Wave.

## Cultura

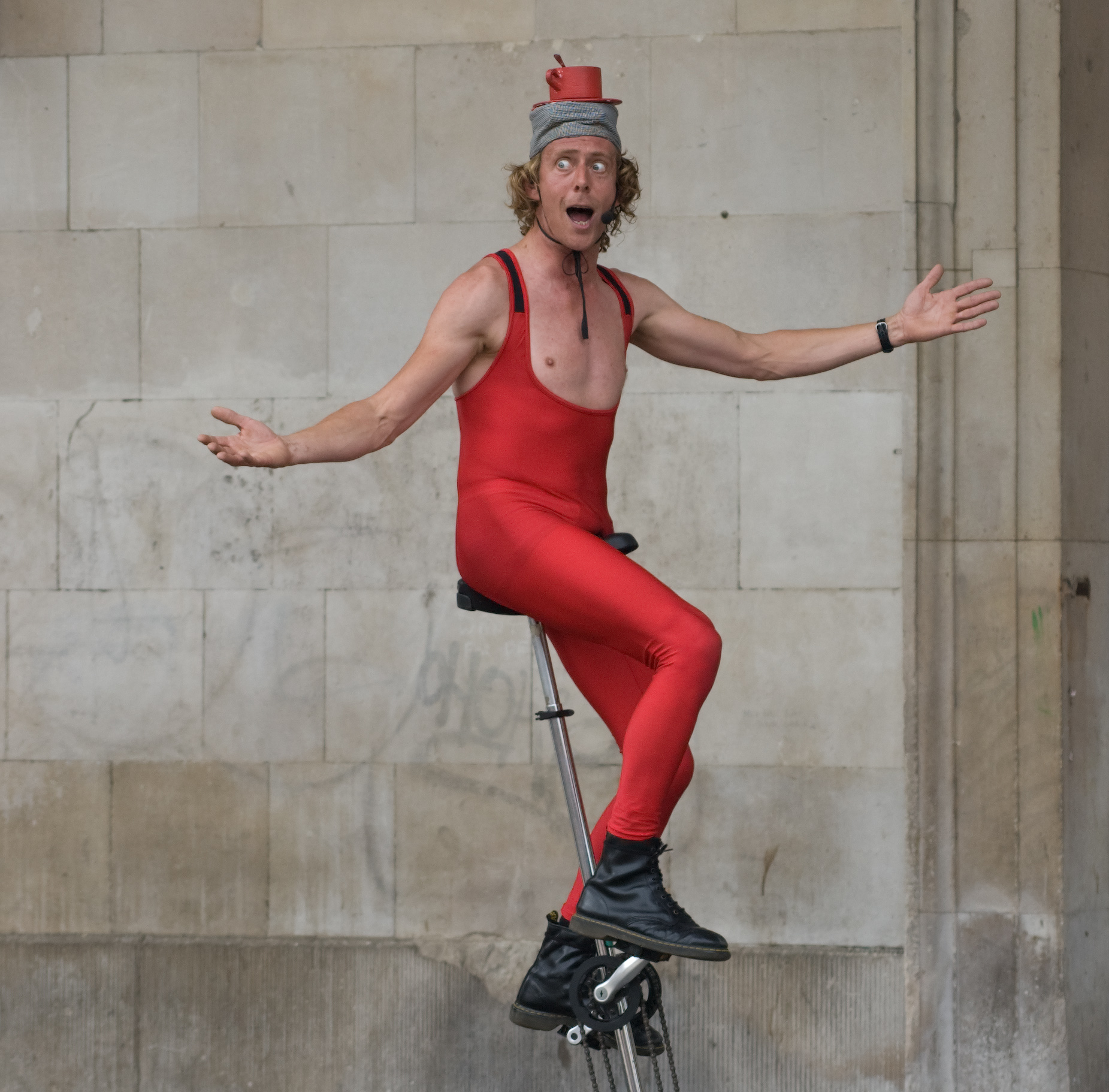
Um artista de rua no espaço designado pelo desempenho da igreja de São Paulo

A região do Covent Garden sempre foi tradicionalmente associada tanto ao comércio quanto ao entretenimento, o que continua acontecer nos dias atuais. No Covent Garden estão localizados, por exemplo, 13 teatros e mais de 60 pubs e bares, a maioria na parte sul da Long Acre, em torno da principal área comercial do antigo mercado. A área conhecida como Seven Dials, no norte de Covent Garden, abrigou em 1977 o clube de punk rock The Roxy, e continua até hoje a despertar o interesse do público jovem graças à existência de lojas de roupas descoladas e antenadas com as tendências modernas.

### Performances de rua
A primeira menção de uma apresentação artística na Grã-Bretanha foi registrada pelo cronista Samuel Pepys, que viu uma performance na praça de Covent Garden em maio de 1662. No século XVIII, improvisações musicais eram realizadas na localidade por William Cussans. Atualmente, o Covent Garden é a única região de Londres autorizada a ter animações de rua e os artistas apresentam-se em horários pré-determinados em vários estabelecimentos ao redor do mercado, incluindo North Hall, West Piazza e South Hall Courtyard. O pátio central é dedicado exclusivamente a apresentações de música clássica. No mercado de Covent Garden há performances de rua todos os dias do ano, exceto no Natal. As apresentações acontecem ao longo de todo o dia e duram aproximadamente 30 minutos. Em março de 2008, a administradora do mercado, a CapCo, propôs a redução dessas apresentações para um show de 30 minutos a cada hora.

### Pubs e bares
A área de Covent Garden tem mais de 60 pubs e bares, sendo vários deles sediados em edifícios tombados pelo governo por sua relevância histórica. Alguns, como o "The Harp in Chandos Place", chegaram até mesmo a ser reconhecidos pela qualidade de seus serviços; entre os prêmios concedidos ao The Harp's, estão o London Pub of the Year, de 2008, e o National Pub of the Year, de 2011. O "The Lamb & Flag", na Rose Street possui a reputação de ser o pub mais antigo da região. Embora as informações não sejam muito claras, os primeiros registros de um pub no local são de 1772, quando era chamado de "Cooper's Arms"; o nome mudaria para "Lamb & Flag" em 1833. Esse pub tornou-se famoso por realizar lutas de boxe sem luvas durante o século XIX, quando adquiriu o apelido de "Bucket of Blood". O beco ao lado do bar foi palco de um ataque a John Dryden em 1679 por capangas contratados por John Wilmot, o 2º conde de Rochester, com quem ele tinha uma antiga rivalidade.